# Flinders Municipality
Koordinaten: 40° 7′ S, 148° 1′ O

Die Flinders Municipality ist ein lokales Verwaltungsgebiet (LGA) im australischen Bundesstaat Tasmanien. Das Gebiet ist 1.333 km² groß und hat etwa 900 Einwohner (2016).
Die LGA besteht aus vier Inselgruppen in der Bass-Straße im Nordosten der tasmanischen Hauptinsel. Bewohnt sind davon nur die drei großen Inseln Flinders Island, Cape Barren Island und Clarke Island der Furneaux-Gruppe, unbewohnt sind die drei nordöstlich davon gelegenen kleineren Gruppen Kent, Hogan und Curtis. 14 Ortschaften und Gemeinden liegen auf den Inseln: Blue Rocks, Cape Barren Island, Emita, Killiecrankie, Lackrana, Lady Barron, Leeka, Loccota, Lughrata, Memana, Palana, Ranga, Whitemark und Wingaroo. Der Sitz des Councils befindet sich in Whitemark auf Flinders Island, wo etwa 300 Einwohner leben (2016).

## Verwaltung
Der Flinders Council hat sieben Mitglieder. Der Mayor (Bürgermeister), sein Deputy (Stellvertreter) und fünf Councillor werden direkt von den Bewohnern der LGA gewählt. Flinders ist nicht in Bezirke untergliedert.